# Like a Rolling Stone
Like a Rolling Stone és una cançó de Bob Dylan que va aparèixer per primera vegada l'agost de l'any 1965 a l'àlbum Highway 61 Revisited.

## Història
La cançó, de la qual corre el rumor que fa referència a Edie Sedgwick, una actriu i model de la factoria d'Andy Warhol, és considerada per molts la més influent de la història del rock per la seva estructura i execució, així com pel moment històric en què va aparèixer. La revista Rolling Stone la va col·locar en el número u de les millors cançons de tots els temps assegurant que "cap altra cançó ha desafiat i transformat les lleis comercials i les convencions artístiques del seu temps".Bruce Springsteen l'any 1988 va descriure el seu inici "com si algú obrís d'un cop de peu la porta de la teva ment".
Like a Rolling Stone ha passat a la història, a més, per la versió en directe al Royal Albert Hall de Londres, l'any següent. Després d'una primera part de concert acústic i en solitari, Dylan apareixia en escena amb la seva banda, The Hawks (després anomenada The Band), per oferir el repertori elèctric. Aquest fet provocà que part del seu públic, que ja mostrà el seu descontentament amb l'electrificació de l'àlbum Highway 61 Revisited, veiés Dylan com un venut. Quan la banda es disposava a iniciar l'última cançó del concert, precisament Like a Rolling Stone, s'escoltà com una persona del públic l'anomenà "Judes" a crits. Dylan que, com es veu en els vídeos del documental sobre la gira (Don't Look Back), no semblava estar del tot sobri i ja visiblement molest pels continus xiulets de la segona part del concert, contestà: "no et crec, ets un mentider." Després, allunyat del micrófon encara se’l pogué escoltar cridant a la banda "play it fucking loud" (toqueu-la ben fort).
En una subhasta del 2014, la lletra manuscrita de la cançó va arribar als dos milions USD, un rècord mundial per un manuscrit de música popular.

## Versions
Gravacions d'estudi incloses en els següents àlbums:
- Highway 61 Revisited
- Bob Dylan's Greatest Hits
- Biograph
- The Essential Bob Dylan.

Actuacions en directe de la cançó incloses en els següents àlbums: 
- Self Portrait
- Before the Flood
- Bob Dylan at Budokan
- MTV Unplugged
- The Bootleg Series Vol. 4: Bob Dylan Live 1966, The "Royal Albert Hall" Concert
- The Bootleg Series Vol. 7: No Direction Home: The Soundtrack
- The Band Rock of Ages